# Nižný Kručov
Nižný Kručov (1927–1946 slowakisch „Uhorský Kručov“ – bis 1927 auch „Kručov“; ungarisch Magyarkrucsó) ist eine Gemeinde im Osten der Slowakei mit 386 Einwohnern (Stand 31. Dezember 2024), die im Okres Vranov nad Topľou, einem Teil des Prešovský kraj, liegt.

## Geographie
Die Gemeinde befindet sich im nordwestlichen Ausläufer des Ostslowakischen Tieflands im Tal der Topľa auf linksufriger Seite des Flusses. Das Ortszentrum liegt auf einer Höhe von 138 m n.m. und ist drei Kilometer von Vranov nad Topľou entfernt.
Nachbargemeinden sind Čičava im Norden und Nordosten, Vranov nad Topľou (Hauptort und Stadtteil Čemerné) im Osten, Südosten und Süden, Čaklov im Südwesten und Westen und Komárany im Nordwesten.

## Geschichte
Nižný Kručov wurde zum ersten Mal 1327 als Cruchow schriftlich erwähnt, weitere historische Bezeichnungen sind unter anderen Kruchow (1390), Krucžow (1773) und Uherský Kručow (1808). 1390 war das Dorf Besitz des Landadels, 1560 gehörte es der Familie Krucsay und anderen, im 18. und 19. Jahrhundert der Familie Szögényi sowie weiteren Familien.
1787 hatte die Ortschaft 38 Häuser und 305 Einwohner, 1828 zählte man 51 Häuser und 384 Einwohner, die als Landwirte und Obstbauern tätig waren. Von 1890 bis 1910 wanderten viele Einwohner aus.
Bis 1918 gehörte der im Komitat Semplin liegende Ort zum Königreich Ungarn und kam danach zur Tschechoslowakei beziehungsweise heute Slowakei. Auch in der Zeit der ersten tschechoslowakischen Republik verblieb die Bevölkerung bei traditionellen Einnahmequellen. Nach dem Zweiten Weltkrieg pendelte ein Teil der Einwohner zur Arbeit nach Hencovce und Vranov nad Topľou, die Landwirte waren privat organisiert.

## Bevölkerung
| Jahr                | 1994 | 2004    | 2014    | 2024    |
| ------------------- | ---- | ------- | ------- | ------- |
| Anzahl der Personen | 385  | 387     | 418     | 386     |
| Unterschied         |      | +0,51 % | +8,01 % | −7,65 % |

| Jahr                | 2023 | 2024    |
| ------------------- | ---- | ------- |
| Anzahl der Personen | 391  | 386     |
| Unterschied         |      | −1,27 % |

Nach der Volkszählung 2011 wohnten in Nižný Kručov 417 Einwohner, davon 408 Slowaken und zwei Tschechen. Sieben Einwohner machten keine Angabe zur Ethnie.
287 Einwohner bekannten sich zur römisch-katholischen Kirche, 75 Einwohner zur Evangelischen Kirche A. B., 30 Einwohner zur griechisch-katholischen Kirche, acht Einwohner zu den Zeugen Jehovas, vier Einwohner zu den christlichen Gemeinden und ein Einwohner zur orthodoxen Kirche. Ein Einwohner war konfessionslos und bei 11 Einwohnern wurde die Konfession nicht ermittelt.

## Bauwerke und Denkmäler
- römisch-katholische Kirche Aufklärung des Herrn im klassizistischen Stil aus dem Jahr 1796, 1814 um einen kleinen Turm ergänzt[6]

## Verkehr
Durch Nižný Kručov passiert die Cesta III. triedy 3617 („Straße 3. Ordnung“) von Vranov nad Topľou nach Jastrabie nad Topľou. Die nächsten Bahnanschlüsse sind in Komárany und Vranov nad Topľou an der Bahnstrecke Strážske–Prešov.